# Iván Santos Martínez
Iván Santos Martínez (Puebla de Lillo, 18 februari 1982) is een voormalig Spaans profwielrenner.

## Carrière
Santos begon zijn carrière in 2003 bij Würth-ONCE en hij won toen de openingsploegentijdrit in de Ronde van Extremadura. Hij won het jaar erop de tweede rit van de amateurkoers Vuelta al Bidasoa en tevens het eindklassement, voor Iván Gilmartin Hernangómez en Morris Possoni.
In 2005 kreeg hij een contract van Pro Tour-ploeg Liberty Seguros-Würth en kwam hij uit op het hoogste niveau. Naast enkele Belgische eendagskoersen reed hij voornamelijk in Spaanse meerdaagse wedstrijden, met als beste resultaat een elfde plaats in de ploegentijdrit van de Ronde van Catalonië.
Zowel in 2005 als in 2006, toen hij naar Astana overgestapt was, gaf hij op in de Ronde van Vlaanderen, Gent-Wevelgem en Parijs-Roubaix. Zijn beste resultaat in 2006 was een 19e plaats in de eerste etappe van de Tour Down Under, ruim achter winnaar Simon Gerrans.
Na 2006 kreeg Santos geen profcontract meer.

## Belangrijkste overwinningen
2003
- 1e a etappe Ronde van Extremadura (TTT)

2004
- 2e etappe Vuelta a Bidasoa
- Eindklassement Vuelta a Bidasoa

## Resultaten in de voornaamste wedstrijden
| Jaar | Gent-Wevelgem | Ronde van Vlaanderen | Parijs-Roubaix |
| ---- | ------------- | -------------------- | -------------- |
| 2005 | opgave        | opgave               | opgave         |
| 2006 | opgave        | opgave               | opgave         |

Andrle ·
Baranowski · 
Barredo · 
Beloki ·
Caruso · 
Contador ·
Davis ·
de Kort ·
Etxebarria ·
Gil ·
González de Galdeano ·
Heras ·
Hernández ·
Hruška ·
Jaksche ·
Kemps ·
Navarro ·
Nozal ·  
Paulinho ·
Ramírez ·
Redondo ·
Ribeiro (tot 30/04) ·
L. L. Sánchez ·
Santos ·
Scarponi ·
Serrano ·
Vicioso ·
Rojas (stagiair) ·
E. Sánchez (stagiair)
Abellán ·
Baranowski · 
Barredo · 
Bazajev ·
Beloki ·
Caruso · 
Contador ·
Davis ·
de Kort ·
Etxebarria ·
Jakovlev ·
Jaksche ·
Kasjetsjkin ·
Kemps ·
Navarro ·
Nozal ·  
A. Osa · 
U. Osa ·
Paulinho ·
Ramírez ·
Redondo ·  
Rojas ·
E. Sánchez ·
L. L. Sánchez ·
Santos ·
Scarponi ·
Serrano ·
Vicioso ·
Vinokoerov